# Hans Richter (architekt)
Hans Richter (14. dubna 1882 Království (Šluknov) – 10. prosince 1971 Drážďany) byl severočeský rodák, který vystudoval architekturu v Drážďanech. Mezi jeho učitele patřili Paul Wallot a Cornelius Gurlitt. Již za studií vyhrál několik architektonických soutěží. V Drážďanech si po studiu založil vlastní architektonickou kancelář. Patřil k představitelům hnutí Nového stavění v Drážďanech.
V České republice není Hans Richter příliš známý a jeho díla nejsou doceněna.

## Stavby
Okres Děčín:
- 1925 – Plauertova vila: Vila továrníka Arno Plauerta ve Varnsdorfu, vila je postavená v expresionistickém stylu;
- 1928 – Eltisova vila: Třípodlažní vila vystavěná ve funkcionalistickém stylu;
- 1928 – Vila Pietschmann: Vila pro šluknovského podnikatele Franze Pietschmanna, postavená ve funkcionalistickém stylu;
- 1929 – Pletárna firmy Schindler: Továrna pro podnikatele Stefana Schindlera, nyní Schindlerova pletárna, postavená ve funkcionalistickém stylu;
- 1930 – Palmeho vila: Vila pro textilního magnáta jménem Josef Franz Palme, postavená ve funkcionalistickém stylu[1]

Okres Ústí nad Labem:
- 1926 – Vila Heller